# Stamnodes divitiaria
Stamnodes divitiaria är en fjärilsart som beskrevs av Otto Staudinger 1882. Stamnodes divitiaria ingår i släktet Stamnodes och familjen mätare. Inga underarter finns listade i Catalogue of Life.